# Acacia hamiltonii
Acacia hamiltonii é uma espécie de leguminosa do gênero Acacia, pertencente à família Fabaceae.